# Pristaulacus occidentalis
Pristaulacus occidentalis är en stekelart som först beskrevs av Cresson 1879.  Pristaulacus occidentalis ingår i släktet Pristaulacus och familjen vedlarvsteklar.

## Underarter
Arten delas in i följande underarter:
- P. o. occidentalis
- P. o. lavatus